# کیاییچوو
کیاییچوو (به صربی: Kljajićevo) یک منطقهٔ مسکونی در صربستان است که در Sombor District واقع شده‌است. کیاییچوو ۶٬۰۱۲ نفر جمعیت دارد و ۸۷ متر بالاتر از سطح دریا واقع شده‌است.